# Adriana Ferrarese del Bene

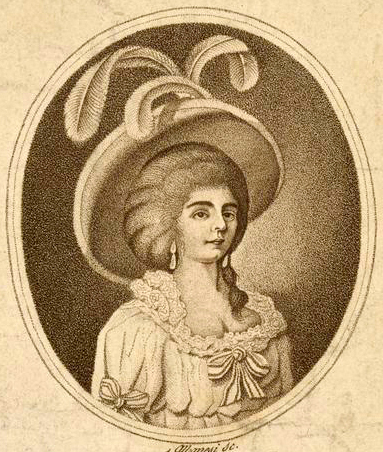
Adriana Ferrarese del Bene, um 1785

Adriana Ferrarese del Bene (* 19. September 1759 in Valvasone (Friaul); † nach 1803 in Venedig) war eine italienische Opernsängerin (Sopran).

## Leben
Adriana Ferrarese war von 1778 bis 1782 Schülerin am Ospedale dei Mendicanti in Venedig, wo sie Partien in verschiedenen Oratorien übernahm. 1782 brannte sie mit dem Sohn des päpstlichen Gesandten in Venedig, Luigi del Bene, durch, den sie wenig später heiratete. Von 1785 bis 1787 sang sie in London, unter anderem in zwei Opere serie von Luigi Cherubini. Am 13. Oktober 1788 debütierte sie am Wiener Burgtheater mit der Titelpartie in der Oper L’arbore di Diana von Vicente Martín y Soler. Ihr Sopran-Register sei unglaublich hoch und die Stimme auch überraschend tief, wie man es noch nie in Wien gehört hatte, wie eine zeitgenössische Zeitungsnotiz vermerkte. Ferrarese del Bene gehörte zu den bekanntesten Sopranistinnen der Mozart-Zeit, sie sang unter anderem die Partie der Susanna in der Wiederaufnahme der Hochzeit des Figaro, wozu Mozart die beiden neuen Arien Un moto di gioia KV 579 und Al desio di chi t’adora KV 577 komponierte. Vor allem war sie aber die erste Darstellerin der Fiordiligi in Così fan tutte (1790). Die Sängerin wurde besonders von dem Librettisten Lorenzo da Ponte gefördert, mit dem sie auch zeitweise ein Liebesverhältnis unterhielt. Nach da Pontes Weggang aus Wien verließ auch Ferrarese del Bene die Donaumetropole. Die nächsten zwei Jahre sang sie in Warschau, die folgenden Jahre wirkte sie wieder an verschiedenen italienischen Theatern.
In der älteren Literatur wurde Ferrarese del Bene gelegentlich mit der Sängerin Francesca Gabrieli gleichgesetzt, die Charles Burney 1770 mehrere Male in Venedig hörte, wie er in seinem Tagebuch einer Musikalischen Reise berichtet. Die Schwester der berühmten Caterina Gabrielli hieß auch Francesca; diese sang oft die Partien der seconda donna an der Seite von Caterina. Diese Verwechslung geht vermutlich auf den Musiklexikographen Ernst Ludwig Gerber zurück.